# Antonio Contin
 (mars 2020).
Si vous disposez d'ouvrages ou d'articles de référence ou si vous connaissez des sites web de qualité traitant du thème abordé ici, merci de compléter l'article en donnant les références utiles à sa vérifiabilité et en les liant à la section « Notes et références ».
Antonio Contin, né en 1566 à Lugano et mort le 15 juillet 1600 à Venise, est un architecte italien connu pour avoir projeté entre-autres le pont des Soupirs à Venise.